# Вільховець (Чортківський район)
Вільхове́ць — село в Україні, у Мельнице-Подільській селищній громаді Чортківського району Тернопільської області. Розташоване на півдні району над річкою Дністер. У селі також гирло річки Вільховець. Біля Вільховець був хутір Зелена Ольховецька.
Поблизу Вільховця виявлено поховання часів Київської Русі.

## Географія
Село розташоване на відстані 378 км від Києва, 117 км — від обласного центру міста Тернополя та 28 км від  міста Борщів.

### Клімат
Для села характерний помірно континентальний клімат. Вільховець розташований у «теплому Поділлі» — найтеплішому регіоні Тернопільської області.
| Клімат Вільховець                                    | Клімат Вільховець | Клімат Вільховець | Клімат Вільховець | Клімат Вільховець | Клімат Вільховець | Клімат Вільховець | Клімат Вільховець | Клімат Вільховець | Клімат Вільховець | Клімат Вільховець | Клімат Вільховець | Клімат Вільховець | Клімат Вільховець |
| Показник                                             | Січ.              | Лют.              | Бер.              | Квіт.             | Трав.             | Черв.             | Лип.              | Серп.             | Вер.              | Жовт.             | Лист.             | Груд.             |                   |
| Середній максимум, °C                                | −0,8              | 1,0               | 6,4               | 14,9              | 20,6              | 23,5              | 24,6              | 23,9              | 20,2              | 13,9              | 6,6               | 1,6               |                   |
| Середня температура, °C                              | −4,2              | −2,5              | 2,2               | 9,5               | 14,9              | 18,1              | 19,4              | 18,5              | 14,8              | 9,1               | 3,4               | −1,4              |                   |
| Середній мінімум, °C                                 | −7,6              | −6                | −2                | 4,1               | 9,3               | 12,7              | 14,2              | 13,2              | 9,5               | 4,4               | 0,2               | −4,4              |                   |
| Норма опадів, мм                                     | 32                | 30                | 32                | 53                | 73                | 99                | 97                | 62                | 52                | 34                | 34                | 37                |                   |
| ---------------------------------------------------- | ----------------- | ----------------- | ----------------- | ----------------- | ----------------- | ----------------- | ----------------- | ----------------- | ----------------- | ----------------- | ----------------- | ----------------- | ----------------- |
| Джерело: http://en.climate-data.org/location/266073/ |                   |                   |                   |                   |                   |                   |                   |                   |                   |                   |                   |                   |                   |

## Історія
Перша писемна згадка — 1517.
Під час Першої світової війни у Вільховці споруджено 3 мости (1915–1916).
Діяли товариства «Просвіта» (від 1929), «Луг» (від 1936).
1933 внаслідок пожежі згоріла східна частина села.
По закінченню Другої світової війни у 1946—1947 роках мешканці села пережили голод.
З 24 серпня 1991 року село входить до складу незалежної України.
До 2015  центром Вільховецької сільської ради. Від вересня 2015 року ввійшло у склад Мельнице-Подільської селищної громади.
12 червня 2020 року, відповідно до розпорядження Кабінету Міністрів України № 724-р «Про визначення адміністративних центрів та затвердження територій територіальних громад Тернопільської області» увійшло до складу Мельнице-Подільської селищної громади.
19 липня 2020 року, в результаті адміністративно-територіальної реформи та ліквідації Борщівського району, село увійшло до складу Тернопільського району.

## Населення
Населення — 1518 особи (1 січня 2015 р.).
За даними перепису населення 2001 року мовний склад населення села був таким:
| Мова       | Число осіб | Відсоток |
| ---------- | ---------- | -------- |
| українська | 1515       | 99,7     |
| російська  | 3          | 0,3      |

## Пам'ятки
Є церква Покрови Пресвятої Богородиці (1701, УГКЦ), каплички Матері Божої та св. Михаїла.
Встановлено хрест на честь скасування панщини, пам'ятник воїнам-односельцям, полеглим у німецько-радянській війні 1941–1945 років (1974; скульптор І.Данилов); насипані могили УСС та воякам УПА.

## Соціальна сфера
Діють ЗОШ I-II ступенів, Будинок культури, бібліотека, ФАП, відділення зв'язку.

## Відомі люди

### Народилися
- Софоній Колтатів — етнограф,
- Ярослав Костів — кандидат медичних наук,
- Г. Старик і М. Чорна — народні майстри,
- Іван Костів — заслужений лісівник України,
- Богдан Гарасимчук — етнограф.
- Єсипок Андрій Анатолійович (1994 — 2014) — молодший сержант, 14-й батальйон патрульної служби міліції особливого призначення «Миротворець». Загинув під Іловайськом.
- Андрій Гуцуляк -  музичний продюсер, український музикант, співзасновник та саунд-продюсер електронного гурту «TVORCHI».

### Пов'язані із селом
- Григорій Шавловський — український науковець у сфері судової медицини, криміналіст, закінчив Вільховецьку 8-річну школу
- Ганна Костів Гуска — українська поетеса, перекладач, громадсько-політична діячка. Бере активну участь у мистецькому житті села.

У с. Вільховець працювали вчителями Колтатів Софія Войцехівна та Навроцька Марія Олександрівна.

## Світлини

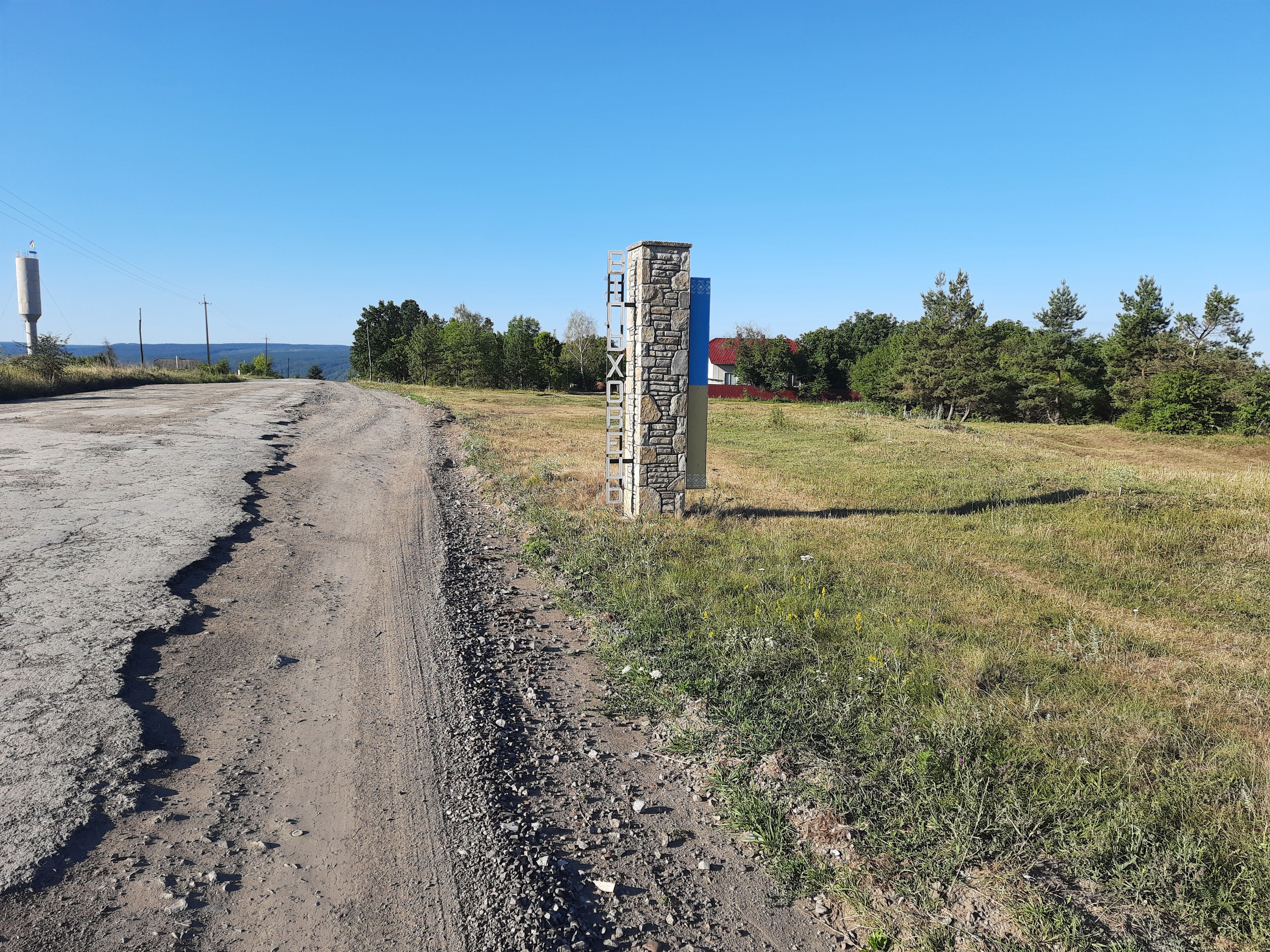
В'їзд у село зі сторони  Мельниці - Подільської
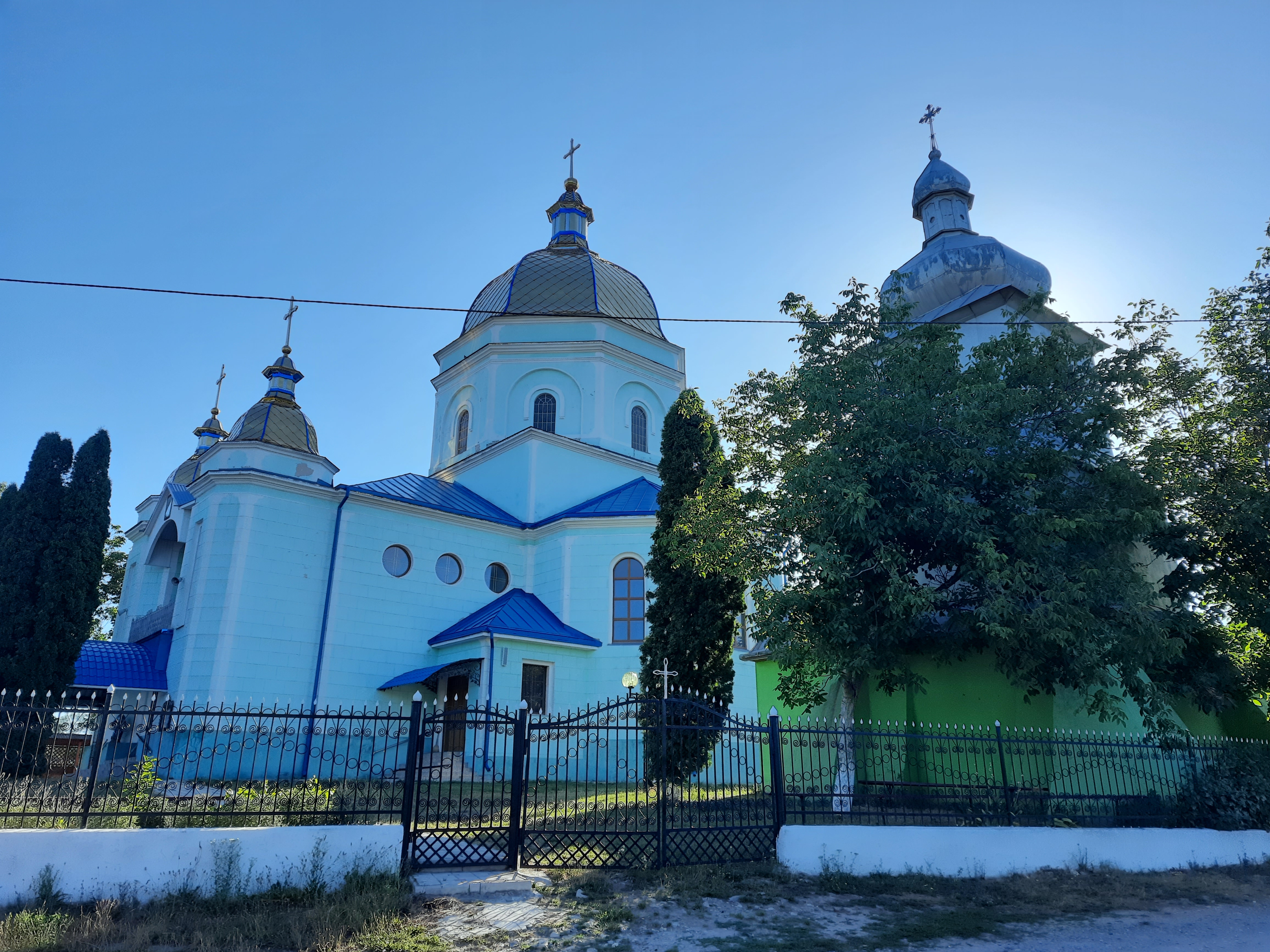
Церква Покрови Пресвятої Богородиці (1938р)
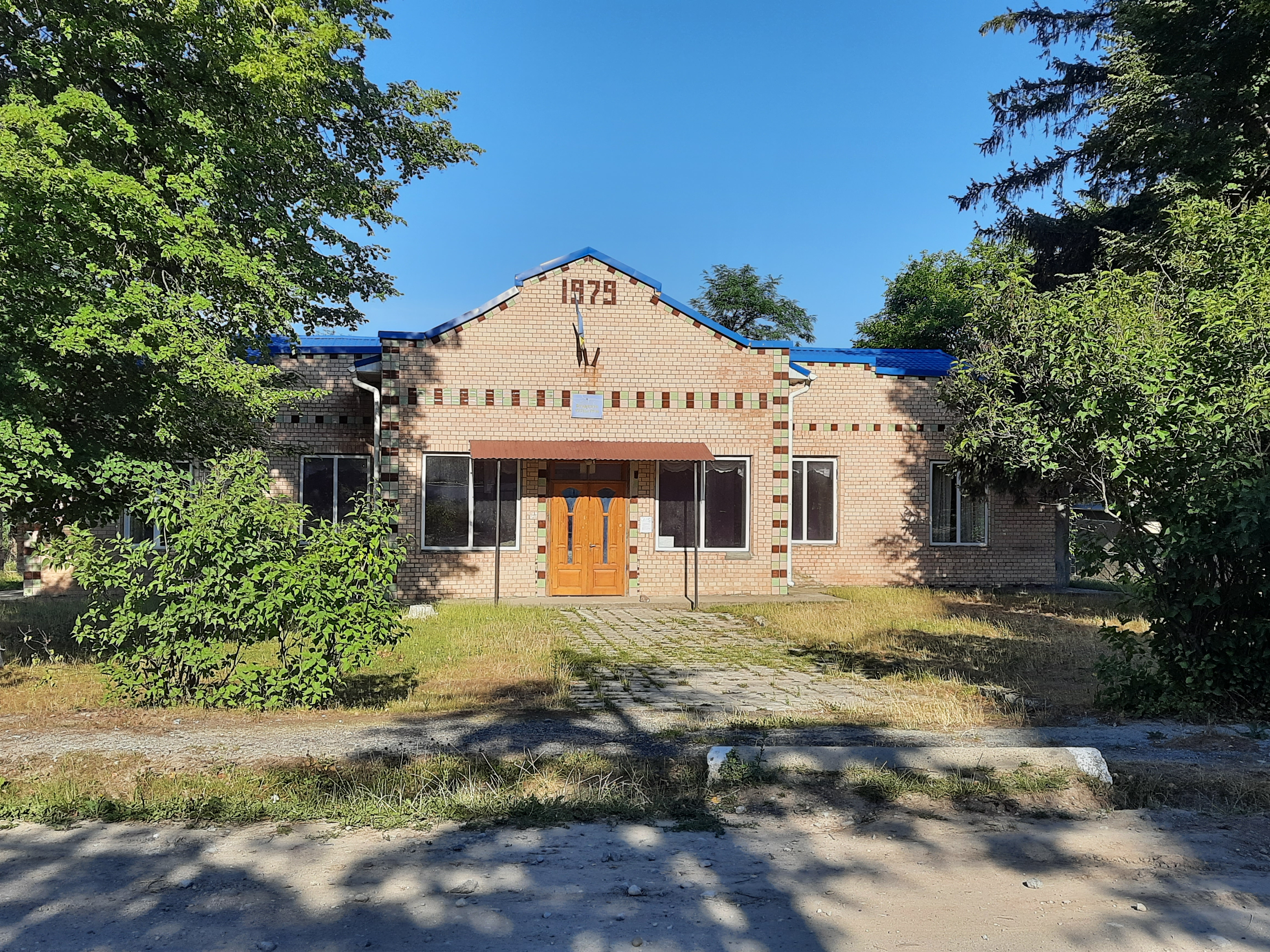
Будинок культури
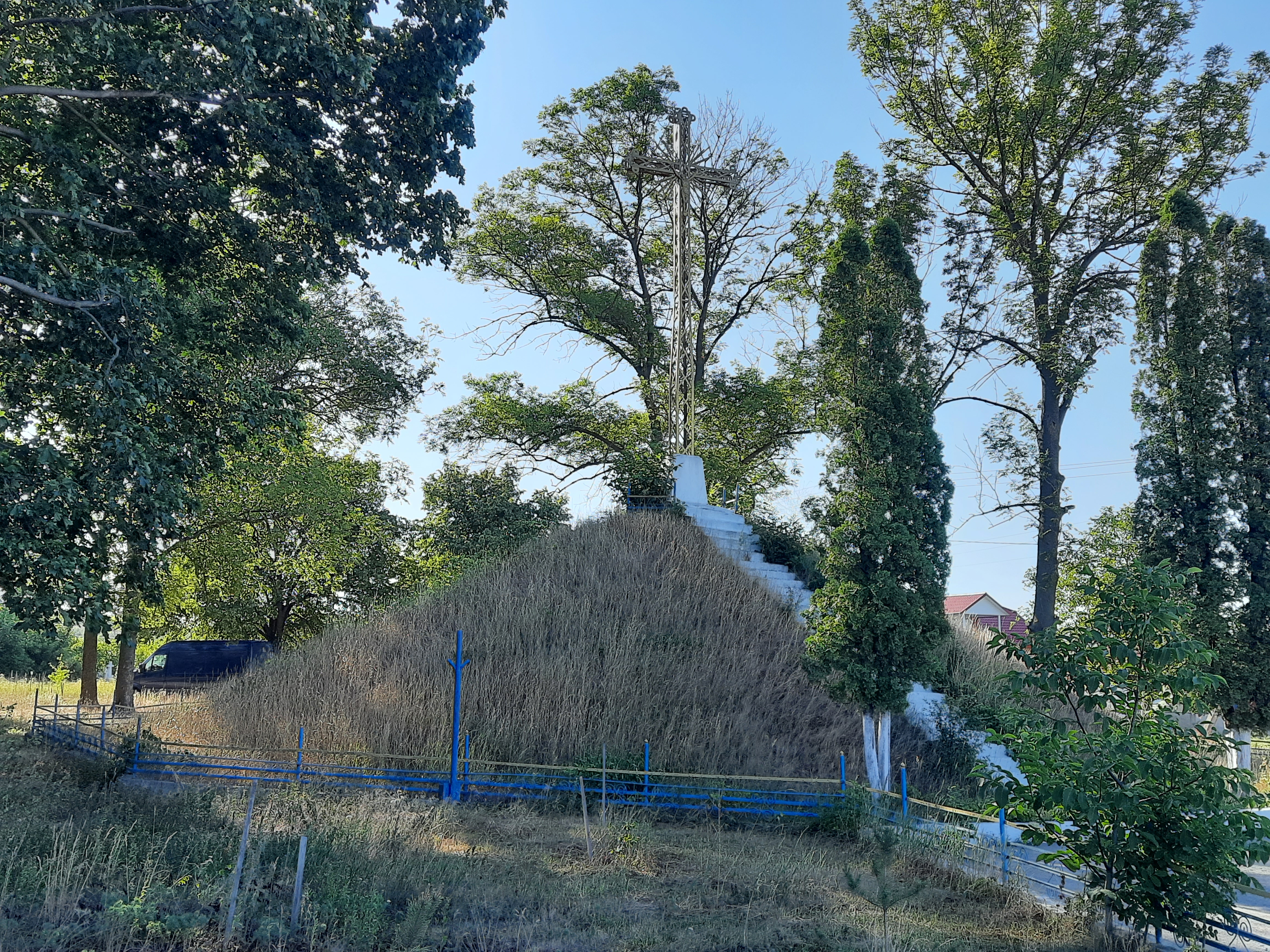
Символічна могила борцям за волю України (1991)